# Зет-Экхольт
Зет-Экхольт (нем. Seeth-Ekholt) — община в Германии, в земле Шлезвиг-Гольштейн. 
Входит в состав района Пиннеберг. Подчиняется управлению Эльмсхорн-Ланд.  Население составляет 839 человек (на 31 декабря 2010 года). Занимает площадь 6,89 км².